# Natuurdoeltype
Een natuurdoeltype is een nagestreefde combinatie van abiotische en biotische kenmerken van een gebied. Het is een concept dat in het Nederlands natuurbeleid is ontwikkeld omstreeks 1990 na het verschijnen van de plannen voor de ecologische hoofdstructuur (EHS), en ook in Vlaanderen ingang heeft gevonden.

## Belang van natuurdoeltypen
Met behulp van natuurdoeltypen kunnen meetbare doelstellingen voor gebieden bepaald worden. Deze doelstellingen zijn bedoeld als een belangrijk hulpmiddel voor de planvorming, het beheer, de inrichting en de evaluatie van natuur. 
De ecologische kwaliteitscriteria die centraal staan in het natuurbeleid te weten biodiversiteit en de mate van natuurlijkheid vormen het uitgangspunt voor het stelsel van de natuurdoeltypen. In dit stelsel wordt het behoud van de biodiversiteit bevorderd via een ecosysteem benadering. Deze benadering heeft de bescherming van de levensgemeenschappen van de doelsoorten als focus. Totaal zijn 1042 doelsoorten uit 22 taxonomische groepen geselecteerd op basis van hun internationale belang en de mate van bedreiging in Nederland. Het begrip natuurlijkheid is nader beschreven door de natuurdoeltypen op te delen in vier hoofdgroepen, gebaseerd op de mate en schaal van menselijk ingrijpen. 

## Hoofdgroepen
De vier hoofdgroepen die corresponderen met vier beheersstrategieën zijn:
1. nagenoeg-natuurlijke eenheden, landschapsvormende processen verlopen ongestoord
2. begeleid-natuurlijke eenheden, menselijke beïnvloeding op landschapsvormende processen
3. halfnatuurlijke eenheden, specifieke successiestadia worden bevorderd door kleinschalig beheer
4. multifunctionele eenheden, andere functies naast natuur spelen een belangrijke rol.

In totaal zijn voor Nederland 92 natuurdoeltypen beschreven: 6 nagenoeg-natuurlijke, 17 begeleidnatuurlijke en 69 halfnatuurlijke. De nagenoeg-natuurlijke en begeleidnatuurlijke doeltypen zijn beschreven op landschapsschaal, volgens de Fysisch-Geografische Regio’s. De halfnatuurlijke eenheden zijn beschreven op het niveau van landschapsonderdelen, gebaseerd op het onderscheid in levensgemeenschappen, fysisch-chemische parameters en beheer. De multifunctionele eenheden zijn niet afzonderlijk beschreven, slechts vermeld bij de natuurdoeltypen waarvan deze zijn afgeleid.

## Bodemgesteldheid
Om de gesteldheid van de bodem weer te geven worden binnen een natuurdoeltype drie schalen gebruikt die de vochtigheid, de trofiegraad en de zuurgraad van de bodem aangeven.
Het optimale waterregime voor een bepaald natuurdoeltype wordt vastgesteld aan de hand van een schaal zoals hieronder is weergegeven:
| Waterregime | Waterregime  | Waterregime | Waterregime | Waterregime | Waterregime | Waterregime |
| ----------- | ------------ | ----------- | ----------- | ----------- | ----------- | ----------- |
| Open water  | Droogvallend | Zeer nat    | Matig nat   | Vochtig     | Matig droog | Droog       |

De trofiegraad wordt aangegeven aan de hand van begrippen eutroof, mesotroof en oligotroof.
| Trofiegraad | Trofiegraad | Trofiegraad  | Trofiegraad   | Trofiegraad |
| ----------- | ----------- | ------------ | ------------- | ----------- |
| oligotroof  | mesotroof   | zwak eutroof | matig eutroof | eutroof     |

De zuurgraad van de bodem wordt aangegeven met de begrippen neutraal, zuur en basisch. De tabel geeft ongeveer aan hoe de aanduiding volgens Bal e.a. overeenkomt met de schaalverdeling van de pH-waarde. 
| Zuurgraad | Zuurgraad | Zuurgraad  | Zuurgraad | Zuurgraad | Zuurgraad |
| --------- | --------- | ---------- | --------- | --------- | --------- |
| Begrip    | zuur      | matig zuur | zwak zuur | neutraal  | basisch   |
| pH-waarde | 3,5–4,4   | 4,5–5,5    | 5,5–6,5   | 6,5–7,5   | > 7,5     |

## Handboek natuurdoeltypen
De natuurdoeltypen werden in 1995 beschreven in het Handboek natuurdoeltypen. De meest recente druk met aangepaste coderingen is uit het jaar 2001. Het handboek wordt niet meer gedrukt, het is nog wel te raadplegen via het programma SynBioSys.